# Kang Woo-seok
Kang Woo-seok (* 10. November 1960 in Gyeongsan, Provinz Gyeonggi-do) manchmal Kang Woo-suk geschrieben, ist ein südkoreanischer Regisseur und Produzent von kommerziell orientierten Filmen. Er wurde 1999 von der Filmzeitschrift Cine21 zum einflussreichsten Mann der südkoreanischen Filmindustrie gewählt. Seine bedeutende Produktionsfirma Cinemaservice wurde 2004 von CJ Entertainment übernommen.

## Leben
Als Regisseur hatte er seine größten Erfolge 1994 mit Two Cops und 2004 mit Silmido zu dem Zeitpunkt der erfolgreichste südkoreanische Film aller Zeiten mit über 10 Millionen Zuschauern. Die Public Enemy Serie um einen eigenwilligen Polizisten wird zuweilen mit Dirty Harry verglichen.
Eine Klage von Verwandten von Angehörigen der Silmido, Kennname der Kommandoeinheit 684 für Infiltration von Nordkorea, wurde 2005 abgewiesen.

## Filmografie
- 1993: Two Cops
- 1996: Two Cops 2
- 2002: Public Enemy
- 2003: Silmido
- 2005: Another Public Enemy
- 2006: Hanbando
- 2008: Public Enemy Returns
- 2010: Ikki
- 2011: Glove
- 2013: Fists of Legend (전설의 주먹)
- 2016: The Map Against The World (고산자, 대동여지도)